# Grandia
Grandia är en tv-spelsserie tillverkad av Game Arts. Spelen i serien har släppts till Segas och Sonys konsoler samt Game Boy Color. Spelen har givits ut av Sega, Ubisoft, Enix, Hudson Soft och Square Enix.

## Spel i serien
- Grandia (1997) (Saturn, PS1, Switch, Windows, PS4, Xbox One)
- Grandia II (2000) (Dreamcast, PS2, Switch, Windows, PS4, Xbox One)
- Grandia III (2005) (PS2)

### Spin-offs
- Grandia: Digital Museum (1998) (Saturn)
- Grandia: Parallel Trippers (2000) (GBC)
- Grandia Xtreme (2002) (PS2)
- Grandia Online (2009) (Windows)

### Samlingar
- Grandia HD Collection (2019) (Switch, PS4, Xbox One)